# Javra parviceps
Javra parviceps là một loài tò vò trong họ Ichneumonidae.